# لؤي محترم
لؤي محترم (1 يناير 1988 -) هو ممثل وناشط سياسي سوداني.الاسم الكامل لؤي عبد المعطي حسن عرمان محمد 
اعمامه:  
- عبد المحسن حسن عرمان محمد 
اولاده: ثلاث بنات وولد 
ولده: 
حسن عبد المحسن حسن عرمان محمد 
- عبدالصمد حسن عرمان محمد
اولاده: غير معروفين الى الان 

## حياته ونشأته
ولد في الإمارات العربية المتحدة 1 يناير 1988. لقد عاش في الامارات مع عائلته وعمه عبد المحسن حسن عرمان والذي مازال يعيش هنالك مع ابنائه حسن عبد المحسن حسن واخته
الى هذه اللحظة. 

## مسيرته
رئيس مجوعة نجوم المسرحية شارك في بداية مشوراه الفني في المسارح الإماراتية، ثم في الجامعات السودانية، وبعدها شارك في جنوب أفريقيا، وقطر في أعمال فنية مختلفة، كما شارك بالعديد من الأعمال الفنية في القنوات الفضائية السودانية، تميز بالأعمال الفنية الكوميدية واشتهر بالكوميديا ارتجالية، خصوصا على القضايا الإنسانية، وقضايا المجتمع الذي عاش به، يملك موهبة تقليد الأصوات حيث أشاد به كبار الفنانين والدراميين السودانيين.

## أعماله
شارك في أعمال عالمية أخرها مسلسل 9 جامعة الدول بطولة خالد صالح الذي يظهر فيه كإبن النجم المصري خالد صالح وشارك بدور بطولة في فيلم سنمائي اسمة trainstation من إنتاج شركة كولاب فييتر الأمريكية، ودخل الفيلم موسوعة جينس للأرقام القياسية، هذا الموسم لضم أكثر من أربعين مخرج حول العالم.

## إسهامات
- قام لؤي بتنفيذ النشيد الوطني السوداني بلغه الإشارة، كسابقة له في تاريخ السودان.[4]

- قاد لؤي هرم المليون توقيع لتكريم منتخب مصر للصم، الحائز علي ثاني كأس العالم إلي السودان، بعد تنصيبة رئيس مبادره ينابيع الحياة في السودان وسفيرآ لها.[5]